# Masi San Giacomo
Masi San Giacomo è l'unica frazione di Masi Torello.

## Geografia fisica
Situata lungo la SP 37, nella zona orientale della provincia di Ferrara tra Masi Torello e Voghiera, si sviluppa a 0 metri sul livello del mare.

## Storia
Il borgo è citato negli statuti ferraresi del 1287.  Nel 1805 fu assegnata, come frazione, a Masi Torello e nel 1860 tutto il comune fu unito a Portomaggiore. Masi Torello tornò comune autonomo nel 1959 e la seguì, come frazione anche Masi San Giacomo.

## Monumenti e luoghi d'interesse
- Chiesa parrocchiale di San Giacomo

## Infrastrutture e trasporti
La frazione dispone di una propria uscita lungo l'autostrada Ferrara-Porto Garibaldi. Fra il 1901 e il 1931 Masi Torello era inoltre servita da una fermata della tranvia Ferrara-Codigoro.

## Sport
- Associazione Calcio Giacomense: militava nel campionato di Lega Pro Seconda Divisione.